# Astragalus gracilipes
Astragalus gracilipes är en ärtväxtart som beskrevs av Aleksandr Andrejevitj Bunge. Astragalus gracilipes ingår i släktet vedlar, och familjen ärtväxter. Inga underarter finns listade i Catalogue of Life.